# 本尼特 (內布拉斯加州)
本尼特（英語：Bennet）是位於美國內布拉斯加州蘭開斯特縣的城市。

## 人口
根據2020年美國人口普查的數據，本尼特的面積為1.35平方千米，皆為陸地。當地共有人口1082人，而人口密度為每平方千米801人。